# Apocalypse, le crépuscule d'Hitler
 (février 2023).
Si vous disposez d'ouvrages ou d'articles de référence ou si vous connaissez des sites web de qualité traitant du thème abordé ici, merci de compléter l'article en donnant les références utiles à sa vérifiabilité et en les liant à la section « Notes et références ».
Pour les articles homonymes, voir Apocalypse (homonymie).
Ne pas confondre avec Apocalypse, Hitler.
Apocalypse, Hitler attaque à l'est Apocalypse, les débarquements
Apocalypse, le crépuscule d'Hitler est une mini-série documentaire française en deux parties de 55 minutes réalisée par Isabelle Clarke et Daniel Costelle, narrée par Mathieu Kassovitz.
Elle fait partie de la série Apocalypse.

## Synopsis
La mini-série retraçant la fin de la Seconde Guerre mondiale vue par Adolf Hitler et la chute du dictateur nazi.

## Épisodes

### Le Grand Choc–1repartie
Le 5 juillet 1943, Hitler engage la bataille de Koursk, un gigantesque assaut blindé.
Le 10 juillet 1943, la campagne d'Italie débute avec la prise de la Sicile par les Alliés lors de l'opération Husky.

### Le Dernier Acte–2epartie
Janvier 1944. Sur tous les fronts, l'armée allemande ne parvient plus à enrayer son inexorable recul. Dans leur fuite, les soldats détruisent les preuves de leurs crimes innommables.

## Protagonistes

### Algérien
- Ahmed Ben Bella

### Allemands
- Hermann Göring
- Hans Scholl
- Sophie Scholl
- Alexander Schmorell
- Joseph Goebbels
- Herbert von Karajan
- Heinrich Hoffmann
- Wernher von Braun
- Karl Dönitz
- Albert Speer
- Ferdinand Porsche
- Walter Model
- Erich von Manstein
- Sepp Dietrich
- Otto Skorzeny
- Heinrich Himmler
- Gretl Braun
- Hermann Fegelein
- Alfred Jodl
- Heinz Linge

### Américaine
- Lee Miller

### Belge
- Léon Degrelle

### Roumain
- Ion Antonescu

### Soviétiques
- Nikita Khrouchtchev
- Constantin Rokossovski
- Gueorgui Joukov
- Roman Karmen

## Le montage et l'audience
Le documentaire a attiré plus de 2,3 millions de téléspectateurs en moyenne lors de sa diffusion, soit 11,4% de part de marché.